# Industria Aeronautică Română
Industria Aeronautică Română (IAR) (trenutno IAR S.A. Brasov) je romunsko letalsko podjetje, ki je bilo ustanovljeno leta 1925. Sedež podjetja je v kraju Ghimbav, blizu Braşova v Romuniji. Podjetje ima trenutno okrog 1200 zaposlenih. Ukvarjajo se tudi z nadgradnjo, vzdrževanjem, prenovo helikopterjev in letal. 
Romunska vlada se za svoje letalske sile (Aeronautica Regală Română) ni hotela zanašati na letala tujih proizvajalcev, zato so v obdobju med svetovnima vojnama ustanovili tri letalska podjetja. Prvo je bilo Societatea pentru Exploatări Tehnice (SET), ustanovljeno v Bukarešti leta 1923. Drugi je bil IAR iz Braşov-a leta 1925, tretji pa leta 1932 Întreprinderea de Construcţii Aeronautice Româneşti (ICAR) iz Bukarešte, ki je imel tovarno v Brasovu imenovano ICA-Brasov (Întreprinderea de Construcţii Aeronautice - Brasov). 
Eden izmed IAR-ovih inženirjev je bil Elie Carafoli.
Med 2. svetovno so pri IAR-u proizvajali lovce IAR 80 in IAR 81.
Med letoma 1945 in 1947 so razvili tudi mikroavtomobil M.R. 
Od leta 1968 je IRA proizvedel več kot 370 helikopterjev IAR 316 in IAR 330), 830 jadralnih letal in 140 letal.
Leta 2000 je IAR skupaj s Eurocopterjem ustanovil Eurocopter Romania, kjer ima IAR 49% delež.

## Zrakoplovi
| Originalni zrakoplovi - IAR CV 11 - IAR 12 - IAR 13 - IAR 14 - IAR 15 - IAR 16 - IAR 22 - IAR 23 - IAR 24 - IAR 27 - IAR 36 - IAR 37 - IAR 38 - IAR 39 - IAR 47 - IAR 79 - IAR 80 - IAR 81 - IAR 471 | Pod licenco - Morane-Saulnier MS 35 - Potez 25 - IAR P.11F - IAR P.24E - Fleet 10G | Povojna letala - IAR 46 - IAR 818 - IAR 821 - IAR 822 - IAR 823 - IAR 824 - IAR 825 Triumf - IAR 826 - IAR 827 - IAR 831 | Helikopterji - IAR 316 Alouette III - IAR 317 Airfox - IAR 330 Puma - IAR 330L SOCAT - Kamov Ka-126 | Jadralna letala - ICA IS-3 - ICA IS-8 - ICA IS-10 - ICA IS-11 - ICA IS-12 - ICA IS-13 - ICA IS-23 - ICA IS-28 "Lark" - ICA IS-28M - ICA IS-29 - ICA IS-30 - ICA IS-31 - ICA IS-32 - ICA IS-33 - ICA IAR-35 |